# Eliminatoria a la Eurocopa Sub-18 1998
La Eliminatoria al Campeonato Europeo Sub-18 1998 fue la fase de clasificación que disputaron 49 selecciones juveniles de Europa para definir a las 7 selecciones que jugarían la fase final del torneo en Chipre, el cual otorgaba 6 plazas para la Copa Mundial de Fútbol Sub-20 de 1999 a celebrarse en Nigeria.

## Primera Ronda

### Grupo 1
Los partidos se jugaron en Portugal.
| País      | J | G | E | P | GF | GC | GD | Pts |
| --------- | - | - | - | - | -- | -- | -- | --- |
| Portugal  | 3 | 3 | 0 | 0 | 7  | 3  | +4 | 9   |
| Hungría   | 3 | 2 | 0 | 1 | 8  | 3  | +5 | 6   |
| Eslovenia | 3 | 1 | 0 | 2 | 3  | 7  | –4 | 3   |
| Bulgaria  | 3 | 0 | 0 | 3 | 3  | 8  | –5 | 0   |

|  | Hungría   | 4–1 | Bulgaria  |
|  | Portugal  | 3–0 | Eslovenia |
|  | Eslovenia | 2–1 | Bulgaria  |
|  | Portugal  | 2–1 | Hungría   |
|  | Bulgaria  | 1-2 | Portugal  |
|  | Hungría   | 3–0 | Eslovenia |

### Grupo 2
Los partidos se jugaron en la República Checa.
| País            | J | G | E | P | GF | GC | GD  | Pts |
| --------------- | - | - | - | - | -- | -- | --- | --- |
| Armenia         | 3 | 2 | 1 | 0 | 9  | 4  | +5  | 7   |
| Eslovaquia      | 3 | 1 | 2 | 0 | 11 | 6  | +5  | 5   |
| República Checa | 3 | 1 | 1 | 1 | 8  | 8  | 0   | 4   |
| Albania         | 3 | 0 | 0 | 3 | 3  | 13 | –10 | 0   |

|  | Albania         | 0-4 | Armenia         |
|  | Eslovaquia      | 3–3 | República Checa |
|  | Armenia         | 4–3 | República Checa |
|  | Eslovaquia      | 7–2 | Albania         |
|  | República Checa | 2–1 | Albania         |
|  | Armenia         | 1–1 | Eslovaquia      |

### Grupo 3
| País                | J | G | E | P | GF | GC | GD | Pts |
| ------------------- | - | - | - | - | -- | -- | -- | --- |
| Grecia              | 6 | 4 | 1 | 1 | 9  | 5  | +4 | 13  |
| Georgia             | 6 | 3 | 1 | 2 | 8  | 6  | +2 | 10  |
| Rumania             | 6 | 3 | 0 | 3 | 12 | 9  | +3 | 9   |
| Macedonia del Norte | 6 | 1 | 0 | 5 | 8  | 17 | –9 | 3   |

|  | Rumania   | 4–1 | Macedonia del Norte |
|  | Georgia   | 2–1 | Rumania             |
|  | Grecia    | 2–1 | Georgia             |
|  | Macedonia | 1–2 | Georgia             |
|  | Rumania   | 2–0 | Georgia             |
|  | Macedonia | 0–2 | Grecia              |
|  | Grecia    | 4–1 | Macedonia del Norte |
|  | Macedonia | 5–2 | Rumania             |
|  | Grecia    | 1–0 | Rumania             |
|  | Rumania   | 3–0 | Grecia              |
|  | Georgia   | 3–0 | Macedonia del Norte |
|  | Georgia   | 0–0 | Grecia              |

### Grupo 4
Los partidos se jugaron en Moldavia.
| País       | J | G | E | P | GF | GC | GD | Pts |
| ---------- | - | - | - | - | -- | -- | -- | --- |
| Irlanda    | 2 | 2 | 0 | 0 | 5  | 2  | +3 | 6   |
| Moldavia   | 2 | 1 | 0 | 1 | 1  | 1  | 0  | 3   |
| Azerbaiyán | 2 | 0 | 0 | 2 | 2  | 5  | –3 | 0   |

|  | Azerbaiyán | 0-1 | Moldavia   |
|  | Irlanda    | 4–2 | Azerbaiyán |
|  | Moldavia   | 0-1 | Irlanda    |

### Grupo 5
| País       | J | G | E | P | GF | GC | GD | Pts |
| ---------- | - | - | - | - | -- | -- | -- | --- |
| Inglaterra | 4 | 2 | 1 | 1 | 8  | 4  | +4 | 7   |
| Yugoslavia | 4 | 1 | 2 | 1 | 5  | 6  | –1 | 5   |
| Rusia      | 4 | 1 | 1 | 2 | 6  | 9  | –3 | 4   |

|  | Inglaterra | 0–0 | Yugoslavia |
|  | Yugoslavia | 0–4 | Inglaterra |
|  | Yugoslavia | 3–0 | Rusia      |
|  | Rusia      | 2–1 | Inglaterra |
|  | Rusia      | 2–2 | Yugoslavia |
|  | Inglaterra | 3–2 | Rusia      |

### Grupo 6
Los partidos se jugaron en Francia.
| País                 | J | G | E | P | GF | GC | GD | Pts |
| -------------------- | - | - | - | - | -- | -- | -- | --- |
| Francia              | 3 | 3 | 0 | 0 | 9  | 1  | +8 | 9   |
| Escocia              | 3 | 2 | 0 | 1 | 9  | 5  | +4 | 6   |
| Dinamarca            | 3 | 1 | 0 | 2 | 4  | 7  | –3 | 3   |
| Bosnia y Herzegovina | 3 | 0 | 0 | 3 | 0  | 9  | –9 | 0   |

|  | Escocia              | 1–5 | Francia              |
|  | Dinamarca            | 4–0 | Bosnia y Herzegovina |
|  | Francia              | 2–0 | Bosnia y Herzegovina |
|  | Escocia              | 5–0 | Dinamarca            |
|  | Bosnia y Herzegovina | 0–3 | Escocia              |
|  | Francia              | 2–0 | Dinamarca            |

### Grupo 7
Los partidos se jugaron en Malta.
| País       | J | G | E | P | GF | GC | GD  | Pts |
| ---------- | - | - | - | - | -- | -- | --- | --- |
| Suiza      | 3 | 3 | 0 | 0 | 10 | 0  | +10 | 9   |
| Ucrania    | 3 | 1 | 1 | 1 | 3  | 4  | –1  | 4   |
| Malta      | 3 | 1 | 1 | 1 | 2  | 5  | –3  | 4   |
| Luxemburgo | 3 | 0 | 0 | 3 | 1  | 7  | –6  | 0   |

|  | Malta      | 0–4 | Suiza      |
|  | Ucrania    | 2–1 | Luxemburgo |
|  | Malta      | 1–1 | Ucrania    |
|  | Suiza      | 4–0 | Luxemburgo |
|  | Luxemburgo | 0-1 | Malta      |
|  | Suiza      | 2–0 | Ucrania    |

### Grupo 8
Los partidos se jugaron en Irlanda del Norte.
| País              | J | G | E | P | GF | GC | GD  | Pts |
| ----------------- | - | - | - | - | -- | -- | --- | --- |
| Croacia           | 2 | 2 | 0 | 0 | 12 | 1  | +11 | 6   |
| Irlanda del Norte | 2 | 1 | 0 | 1 | 6  | 2  | +4  | 3   |
| Andorra           | 2 | 0 | 0 | 2 | 0  | 15 | –15 | 0   |

|  | Croacia           | 2–1  | Irlanda del Norte |
|  | Andorra           | 0–10 | Croacia           |
|  | Irlanda del Norte | 5–0  | Andorra           |

### Grupo 9
Los partidos se jugaron en Israel.
| País         | J | G | E | P | GF | GC | GD  | Pts |
| ------------ | - | - | - | - | -- | -- | --- | --- |
| Israel       | 2 | 2 | 0 | 0 | 16 | 0  | +16 | 6   |
| Países Bajos | 2 | 1 | 0 | 1 | 12 | 2  | +10 | 3   |
| San Marino   | 2 | 0 | 0 | 2 | 0  | 26 | –26 | 0   |

|  | Israel       | 2–0  | Países Bajos |
|  | Países Bajos | 12–0 | San Marino   |
|  | San Marino   | 0-14 | Israel       |

### Grupo 10
| País    | J | G | E | P | GF | GC | GD | Pts |
| ------- | - | - | - | - | -- | -- | -- | --- |
| España  | 4 | 4 | 0 | 0 | 10 | 2  | +8 | 12  |
| Italia  | 4 | 2 | 0 | 2 | 5  | 6  | –1 | 6   |
| Bélgica | 4 | 0 | 0 | 4 | 0  | 7  | –7 | 0   |

|  | Bélgica | 0–1 | Italia  |
|  | Bélgica | 2–0 | Bélgica |
|  | Italia  | 2–0 | Bélgica |
|  | España  | 3–1 | Italia  |
|  | Bélgica | 0–2 | España  |
|  | Italia  | 1–3 | España  |

### Grupo 11
Los partidos se jugaron en Finlandia.
| País      | J | G | E | P | GF | GC | GD | Pts |
| --------- | - | - | - | - | -- | -- | -- | --- |
| Lituania  | 3 | 2 | 1 | 0 | 7  | 4  | +3 | 7   |
| Finlandia | 3 | 2 | 0 | 1 | 9  | 7  | +2 | 6   |
| Austria   | 3 | 1 | 1 | 1 | 6  | 5  | +1 | 4   |
| Islandia  | 3 | 0 | 0 | 3 | 2  | 8  | –6 | 0   |

|  | Lituania  | 3-2 | Finlandia |
|  | Austria   | 2–0 | Islandia  |
|  | Austria   | 1–1 | Lituania  |
|  | Finlandia | 3–1 | Islandia  |
|  | Finlandia | 4–3 | Austria   |
|  | Islandia  | 1–3 | Lituania  |

### Grupo 12
Los partidos se jugaron en Suecia.
| País        | J | G | E | P | GF | GC | GD | Pts |
| ----------- | - | - | - | - | -- | -- | -- | --- |
| Turquía     | 3 | 2 | 1 | 0 | 4  | 1  | +3 | 7   |
| Suecia      | 3 | 2 | 0 | 1 | 5  | 2  | +3 | 6   |
| Bielorrusia | 3 | 1 | 0 | 2 | 2  | 6  | –4 | 3   |
| Letonia     | 3 | 0 | 1 | 2 | 2  | 4  | –2 | 1   |

|  | Suecia      | 4–0 | Bielorrusia |
|  | Letonia     | 1–1 | Turquía     |
|  | Bielorrusia | 2–1 | Letonia     |
|  | Turquía     | 2–0 | Suecia      |
|  | Suecia      | 1–0 | Letonia     |
|  | Turquía     | 1–0 | Bielorrusia |

### Grupo 13
Los partidos se jugaron en Noruega.
| País    | J | G | E | P | GF | GC | GD | Pts |
| ------- | - | - | - | - | -- | -- | -- | --- |
| Polonia | 2 | 1 | 1 | 0 | 3  | 1  | +2 | 4   |
| Gales   | 2 | 1 | 1 | 0 | 4  | 3  | +1 | 4   |
| Noruega | 2 | 0 | 0 | 2 | 2  | 5  | –3 | 0   |

|  | Gales   | 3–2 | Noruega |
|  | Polonia | 1–1 | Gales   |
|  | Noruega | 0–2 | Polonia |

### Grupo 14
Los partidos se jugaron en Alemania.
| País        | J | G | E | P | GF | GC | GD  | Pts |
| ----------- | - | - | - | - | -- | -- | --- | --- |
| Alemania    | 2 | 2 | 0 | 0 | 11 | 1  | +10 | 6   |
| Estonia     | 2 | 0 | 1 | 1 | 2  | 5  | –3  | 1   |
| Islas Feroe | 2 | 0 | 1 | 1 | 1  | 8  | –7  | 1   |

|  | Alemania    | 4–1 | Estonia     |
|  | Estonia     | 1–1 | Islas Feroe |
|  | Islas Feroe | 0–7 | Alemania    |

## Segunda Ronda
| Equipo 1   | Agr.   | Equipo 2 | Ida | Vuelta |
| ---------- | ------ | -------- | --- | ------ |
| Portugal   | 4–1    | Armenia  | 2–1 | 2–0    |
| Grecia     | 0–3    | Irlanda  | 0–1 | 0–2    |
| Inglaterra | 3–1    | Francia  | 3–0 | 0–1    |
| Suiza      | 0–2    | Croacia  | 0–0 | 0–2    |
| Israel     | 2–3    | España   | 0–2 | 2–1    |
| Turquía    | 2–3    | Lituania | 2–0 | 0–3    |
| Polonia    | 2–2(a) | Alemania | 2–1 | 0–1    |